# Funções definidas em trechos
Em matemática, uma função definida em trecho, uma função defina por troços,  uma função definida por partes ou uma função definida por ramos (em Portugal) é uma função definida por várias sentenças abertas, cuja definição depende do valor da variável independente. Cada uma das sentenças que definem a função estão ligadas a subdomínios disjuntos entre si que estão contidos no domínio da função.
A palavra trecho é também usada para descrever qualquer propriedade de uma função definida em trechos que sustentam-se para cada parte mas podem não sustentar-se para o domínio inteiro da função. Uma função é diferenciável em trechos ou diferenciável continuamente em trechos se cada parte é diferenciável completamente em seu domínio. Em análise complexa, a noção de uma derivada pode ser substituída por aquela da subderivada para funções em trechos. Apesar das "partes" em uma definição em trechos não necessitarem ser intervalos, uma função não é chamada "linear em trechos" ou "contínua em trechos" ou "diferenciável em trechos" exceto se as partes sejam intervalos.

## Notação e interpretação

Gráfico da função valor absoluto, y = x.

As funções em trechos são definidas usando notação comum para funções, onde o corpo da função é um conjunto de funções e subdomínios associados.
A principal função definida por partes é a função modular, que define o módulo (ou valor absoluto) de um número real. 
Eis aqui sua lei de formação:
{\displaystyle |x|\equiv f(x)={\begin{cases}-x,&x<0\\x,&x\geq 0\end{cases}}}
Observe que, para todos os valores de x menores que zero, a primeira função (−x) é usada, a qual anula o sinal do valor de entrada, fazendo com que os números negativos fiquem positivos. Também observe que, para todos os valores de x maiores ou iguais a zero, a segunda função (x) é usada, a qual o valor de saída é igual ao valor de entrada.
Considere-se a função em trechos f(x) definida em certos valores de x:
| x    | f(x) | Function used |
| ---- | ---- | ------------- |
| −3   | 3    | −x            |
| −0.1 | 0.1  | −x            |
| 0    | 0    | x             |
| 1/2  | 1/2  | x             |
| 5    | 5    | x             |

Então, de maneira a definir uma função em trechos em um dado valor de entrada, o subdomínio apropriado necessita ser escolhido de maneira a selecionar a função correta e produzir o correto valor resultante.

## Continuidade

Exemplo de uma função definida em trechos, compreendendo diferentes funções quadráticas completamente contínuas nos subdomínios dos seus trechos, em ambos os lados, mas que não é contínua devido à existência de uma descontinuidade em.

Uma função em trechos é contínua num dado intervalo se esta for completamente definida neste intervalo, se as suas funções constituintes apropriadas forem contínuas no intervalo, e se não existirem dentro do intervalo descontinuidades nos pontos finais de cada subdomínio.
A função representada é um exemplo de uma função que é completamente contínua nos subdomínios dos seus trechos, mas que não é contínua no domínio inteiro, contendo um salto, ou descontinuidade, em {\displaystyle x_{0}}.

### Exemplos comuns
- Função modular
- Função de Heaviside
- Função linear em trecho
- Variedade diferenciável em trechos (PDIFF, Piecewise DIFFerentiable)
- Spline
- B-spline